# Guerzel-Aül
Guerzel-Aül (en rus: Герзель-Аул) és un poble de la república de Txetxènia, a Rússia, segons el cens del 2022 tenia 4.756 habitants.